# Alfonso Esparza Oteo
Alfonso Esparza Oteo (Aguascalientes, México, 2 de agosto de 1894 - México, D. F., 31 de enero de 1950) fue un compositor e intérprete de música. Fue fundador, en 1945, de la primera agrupación de músicos, antecedente directo de la Sociedad de Autores y Compositores de México.

## Biografía
Esparza Oteo fue el segundo de los diez hijos de Luis R. Esparza y Concepción Oteo. El padre de Alfonso fue un músico distinguido y reconocido por su versatilidad, ya que sabía tocar varios instrumentos. En la época del nacimiento de su hijo Alfonso, se desempeñaba como director de la banda del estado de Aguascalientes y de una escuela de música, que bien podía considerarse un conservatorio.
Desde muy temprana edad, mostró su inclinación por actividades y distracciones relacionadas con el arte; organizaba funciones de títeres o como tramoyista y cantante, entre otras cosas. A los siete años, decía que había heredado de su padre la afición por la música y tocaba el piano ante audiencias pequeñas que lo aplaudían y estimulaban.
De su padre recibió las primeras lecciones de solfeo y piano. Más adelante asistió a la academia del presbítero Fermín Ramírez, donde tuvo la oportunidad de instruirse con maestros, como Juan María Cisneros, Arnulfo Miramontes y Manuel M. Ponce, de quienes recibió clases de piano, órgano y canto, y composición, respectivamente. Fue el maestro Manuel M. Ponce a quien Alfonso reconocía como el principal apoyo en su formación musical.

## Inicio de actividad musical profesional
En 1912, trabajó como pianista en el Actualidades, donde improvisaba temas para las películas que ahí se exhibían, y al mismo tiempo se desempeñaba como organista.
Para 1914, llegaron a Aguascalientes los efectos de la Revolución mexicana, y Alfonso, partidario decidido de esos ideales, se enlistó en la División del Norte. Tras dos años de campaña, fue distinguido con el grado de Mayor.
Una vez calmados los ánimos, en 1917, Alfonso Esparza Oteo marcó su regreso a la vida artística con la interpretación de la primera pieza musical que compuso, el foxtrot "Plenitud", en la Escuela de Artes y Oficios de Aguascalientes.
En marzo de 1919, Esparza Oteo viajó a la Ciudad de México en busca del triunfo.
Ya en la capital, se instaló en una casa de huéspedes y, decidido, comenzó a tocar puertas en busca de oportunidades. De esa forma, llegó a la Casa Wagner, una de las más reconocidas, y donde le ofrecieron un empleo que aceptó.
Como en aquellos días no había radio, ni sinfonolas, sus amigos y él se tenían que valer de medios ingeniosos para la difusión de sus obras, por lo que decidió que lo más conveniente era publicar por su cuenta las partituras de sus composiciones.
Personalmente entregaba sus piezas a los distribuidores del interior del país, concediéndoles el 33 por ciento de comisión. Los resultados económicos de estas acciones mejoraban cada día.
Como inicio de este proyecto, en 1919 imprimió y también lanzó a la venta "Plenitud"; más adelante, "Flores de tentación", "Stambul", "La indita bonita", y el vals "Galante", entre otras.
En el Teatro Lírico, en 1920, estrenó su obra de mayor proyección internacional: "Un viejo amor", en coautoría con el güero Adolfo Fernández.
A finales de ese año, tuvo que ir a Aguascalientes, su tierra natal, por el triste suceso de la muerte de su padre. Poco después regresó a la Ciudad de México, ahora con la responsabilidad económica de su madre y hermanos.
En la época del gobierno del general Álvaro Obregón (1920-1924), Alfonso Esparza Oteo se convirtió en el compositor de moda en México, gracias a lo cual pudo conocer al presidente, quien lo nombró director de la Orquesta Típica Presidencial.
La orquesta fue disuelta por el general Plutarco Elías Calles cuando llegó a la presidencia y, lejos de desanimarse, Esparza Oteo formó una que llevó su nombre.
Emprendió entonces una serie de giras artísticas por todo México, en las que se presentaba como compositor y pianista. En una de esas presentaciones, en 1925, en Acámbaro, en el estado de Guanajuato), conoció a Blanca Torres Portillo, con quien contrajo nupcias el 15 de enero de 1926.
En 1925, a petición de la compañía Soto-Pardavé, musicaliza el tema "Soy virgencita" ("Al cabo no puedes"), con letra de Joaquín Pardavé Arce.[cita requerida]
El 17 de julio de 1928, a invitación del general Álvaro Obregón, entonces presidente electo de la República, asistió a amenizar, con la antigua Orquesta Típica, una comida en honor del general sonorense, en el restaurante La Bombilla. Mientras, interpretaban la melodía "Limoncito", se acercó a la mesa del general el caricaturista José de León Toral para mostrarle un dibujo a Obregón, después se escucharon seis detonaciones que fueron confundidas con notas de la orquesta; Álvaro Obregón cayó de bruces en la mesa, muerto por los tiros.

## Resumen de su carrera musical
Entre todos los cargos que desempeñó Alfonso Esparza Oteo, destacan los de Director Artístico de la Casa Wagner, Director de la Southern Music Co., Director Artístico de la radiodifusora XEB –en su época de oro–, Jefe del Departamento de Recopilación de Música Folclórica en la Secretaría de Educación Pública, y Director de Notables Programas de la XEW.
Además formó parte del famoso cuarteto Los Ases de la Canción, con los maestros Miguel Lerdo de Tejada, Tata Nacho y Mario Talavera. Tras el fallecimiento de Lerdo de Tejada (1941), el grupo tomó el nombre de Trío Veneno.
Alfonso Esparza Oteo veía con mucha claridad la problemática y las necesidades de los compositores de esa época, por lo que siempre anheló mejorar la situación económica de los compositores mexicanos. Él mismo inició un cambio importante al rehusarse a vender los derechos de sus composiciones, pero sabía que faltaba mucho por hacer.
Así, después de convocar a diversos autores y compositores, y vencer incontables obstáculos, fundaron el Sindicato Mexicano de Autores, Compositores y Editores de Música (SMACEM), el cual se estableció en un inmueble de la calle República de El Salvador #31.
Como primer Secretario General del SMACEM, Esparza Oteo trabajó por esta causa sin escatimar esfuerzos y dedicación, dejando a un lado empleo, contratos personales y hasta sus composiciones. Poco tiempo después fundaron la Sociedad de Autores y Compositores de Música, institución de cuyo Consejo Directivo él fue el primer presidente.
Alfonso retornó a sus actividades de compositor, presentaciones, conciertos y programas en la XEW. Produjo entonces el programa "Así es Mi Tierra", al que imprimió su propia personalidad y por el que recibió la Medalla al Mérito, como reconocimiento a su labor en favor de la música mexicana.
El martes 31 de enero de 1950, apenas pasadas las 10 de la noche, salió de su casa para dirigirse a una fiesta, y en el momento en que se disponía a poner en marcha su auto, quedó inmóvil, sentado frente al volante. La dicha que minutos antes había en su casa de Altadena #31 se tornó en locura y desesperación.

## Legado
Entre sus canciones más populares están: "La Rondalla", "Dime que sí", "Te he de querer", "Albur de amor", "Cenizas de olvido", "La Chaparrita", "Déjame llorar" ("Collar de perlas"), "No vuelvo a amar", "El quelite", "Estrellita Marinera", "Te vengo a decir adiós", "Mi gusto es", "Hermosas Fuentes", "Golondrina mensajera", "Soy virgencita" ("Al cabo no puedes") –con letra de Joaquín  Pardavé Arce–, y "Pajarillo barranqueño".
En coautoría con Felipe Bermejo Araujo: "Juan Colorado" y "Mi Tierra Mexicana".
El nombre de Alfonso Esparza Oteo ha quedado inmortalizado en numerosas calles de las principales ciudades de la república mexicana, así como con bustos y estatuas de bronce que honran su obra, ya inscrita en el acervo de la cultura popular mexicana.
En 2009, la Sociedad de Autores y Compositores de México galardonó al Maestro Alfonso Esparza Oteo con el Reconocimiento Póstumo Juventino Rosas, una presea post mortem instituida para honrar a los autores mexicanos cuya obra haya trascendido las fronteras lingüísticas y culturales para gloria de México en el mundo, permaneciendo vigente hasta nuestros días.
Su hijo menor donó la historia de su transcurso musical y de composición; estos se resguardan en las UAA en la bóveda de Jesús F. Contreras. En el 2017 se firmó el convenio de donación de comunidades universitarias. En el 2019 a través de un acuerdo fueron digitaliza otros de sus documentos.